# Baia di Gelendžik
La baia di Gelendžik (in russo Геленджикская бухта) è un'insenatura situata sulla costa nord-orientale del mar Nero, in Russia; si trova nel Territorio di Krasnodar (Circondario federale meridionale). Tutto il territorio appartiene alla città federale di Gelendžik.

## Geografia
La baia di Gelendžik, che è situata a sud-est della baia del Cemes, si protende nel continente per 4 km, ha una larghezza di 3 km, mentre l'ingresso alla baia, tra capo Tonkij (мыс Тонкий) e capo Tolstyj (мыс Толстый), è di 1,5 km. La costa misura complessivamente 12 km. La lunghezza delle spiagge naturali e artificiali è di 2/3 della lunghezza totale della costa. La profondità massima è di 11 m. Nella baia sfociano vari corsi d'acqua che scendono dalla catena dei monti Markotchskij (Маркотхский хребет). La baia di Gelendžik è una zona turistica, di villeggiatura e adatta agli sport acquatici.